# Heleia muelleri
Heleia muelleri е вид птица от семейство Zosteropidae. Видът е почти застрашен от изчезване.

## Разпространение
Видът е разпространен в Индонезия и Източен Тимор.